# Crossnore
Crossnore – miasto w Stanach Zjednoczonych, w stanie Karolina Północna, w hrabstwie Avery.